# Petru Debu
Petru Debu (n. 1866, Brașov – d. 1941) a fost un deputat în Marea Adunare Națională de la Alba Iulia, organismul legislativ reprezentativ al „tuturor românilor din Transilvania, Banat și Țara Ungurească”, cel care a adoptat hotărârea privind Unirea Transilvaniei cu România, la 1 decembrie 1918.:p. 77

## Biografie
Petru Debu, s-a născut la în orașul Brașov în anul 1866. A decedat în anul 1941 la data de 12 ianuarie 1941. A studiat Teologia.:p. 136

## Activitatea politică
A luat parte la Marea Adunare de la Alba Iulia în calitatea sa de reprezentant al poporului din Brașov și al Partidului Național din Transilvania. A fost deputat și senator (1928-1932, 1932-1933) în Parlamentul României.:p. 136